# Agritubel (ciclismo)
L'Agritubel Pro Cycling Team (codice UCI: AGR) era una squadra maschile di ciclismo su strada francese, attiva tra i professionisti dal 2005 al 2009. Aveva licenza da UCI Professional Continental Team, che le consentiva di partecipare alle gare dei circuiti continentali UCI. Grazie alle wild-card assegnate dalla UCI, ebbe la possibilità di partecipare anche ad alcuni eventi del circuito UCI ProTour.
Lo sponsor principale, Agritubel, è una azienda francese leader nella produzione di strutture per l'allevamento dei bovini. Conta quattro partecipazioni al Tour de France, con due vittorie di tappa.

## Storia
Fu fondata nel 2004 e divenne professionista nel 2005. L'anno successivo fu invitata a partecipare al Tour de France dove vinse la tappa tra Cambo-les-Bains e Pau con lo spagnolo Juan Miguel Mercado, che indossò anche la maglia a pois nella tappa successiva.
Nel 2008 disputò una grande une grande stagione, con 21 vittorie tra cui il titolo di campione di Francia per Nicolas Vogondy ed un giorno in maglia gialla al Tour (terza tappa a Nantes) con Romain Feillu.
Dal 2008 la squadra ha usato biciclette Kuota, dopo aver corso su Gir's e MBK. Lo staff ha sempre contato su David Fornès come general manager, Denis Leproux ed Emmanuel Hubert come direttori sportivi, ai quali si è aggiunto Frédéric Mainguenaud nel 2007.
Lo sponsor principale, Agritubel, si è ritirato alla fine della stagione 2009.

## Cronistoria

### Annuario
| Anno | Codice | Nome             | Cat. | Biciclette | Dirigenza                                                                                |
| ---- | ------ | ---------------- | ---- | ---------- | ---------------------------------------------------------------------------------------- |
| 2004 | -      | Agritubel-Loudun | DN1  | ?          | Manager: ? Dir. sportivi: ?                                                              |
| 2005 | AGR    | Agritubel-Loudun | PCT  | Gir's      | Manager: David Fornes Dir. sportivi: Emmanuel Hubert, Denis Leprux                       |
| 2006 | AGR    | Agritubel        | PCT  | MBK        | Manager: David Fornes Dir. sportivi: Emmanuel Hubert, Denis Leprux, Frédéric Mainguenaud |
| 2007 | AGR    | Agritubel        | PCT  | MBK        | Manager: David Fornes Dir. sportivi: Emmanuel Hubert, Denis Leprux, Frédéric Mainguenaud |
| 2008 | AGR    | Agritubel        | PCT  | Kuota      | Manager: David Fornes Dir. sportivi: Emmanuel Hubert, Denis Leprux, Frédéric Mainguenaud |
| 2009 | AGR    | Agritubel        | PCT  | Kuota      | Manager: David Fornes Dir. sportivi: Emmanuel Hubert, Denis Leprux, Frédéric Mainguenaud |

### Classifiche UCI
Fino al 1998, le squadre ciclistiche erano classificate dall'UCI in un'unica divisione. Nel 1999 la classifica a squadre venne divisa in prima, seconda e terza categoria (GSI, GSII e GSIII), mentre i corridori rimasero in classifica unica. Nel 2005 fu introdotto l'UCI ProTour e, parallelamente, i Circuiti continentali UCI; dal 2009 le gare del circuito ProTour sono state integrate nel Calendario mondiale UCI, poi divenuto UCI World Tour.
| Anno | Class.     | Pos. | Migliore cl. individuale |
| ---- | ---------- | ---- | ------------------------ |
| 2005 | Europe T.  | 18º  | Linas Balčiūnas (69º)    |
| 2006 | Europe T.  | 21º  | José Trinidad (46º)      |
| 2007 | Europe T.  | 27º  | Romain Feillu (6º)       |
| 2008 | Europe T.  | 4º   | Nicolas Vogondy (20º)    |
| 2009 | Europe T.  | 1º   | Romain Feillu (4º)       |
| 2009 | World Cal. | 25º  | Brice Feillu (117º)      |

## Palmarès

### Grandi Giri
- Giro d'Italia

Partecipazioni: 0
Vittorie di tappa: 0
Vittorie finali: 0
Altre classifiche: 0
- Tour de France

Partecipazioni: 4 (2006, 2007, 2008, 2009)
Vittorie di tappa: 2
2006 (Juan Miguel Mercado)
2009 (Brice Feillu)
Vittorie finali: 0
Altre classifiche: 0
- Vuelta a España

Partecipazioni: 0
Vittorie di tappa: 0
Vittorie finali: 0
Altre classifiche: 0

### Campionati nazionali
Strada
- Campionati francesi: 1

In linea: 2008 (Nicolas Vogondy)